# Juan Valero Díaz
Juan Valero Díaz, natural de Alobras (Teruel), bautizado el 5 de julio de 1577 y fallecido en Madrid, el 16 de julio de 1653, fue secretario del conde de Lemos y secretario del rey Felipe IV de España en el Consejo Supremo de la Corona de Aragón.

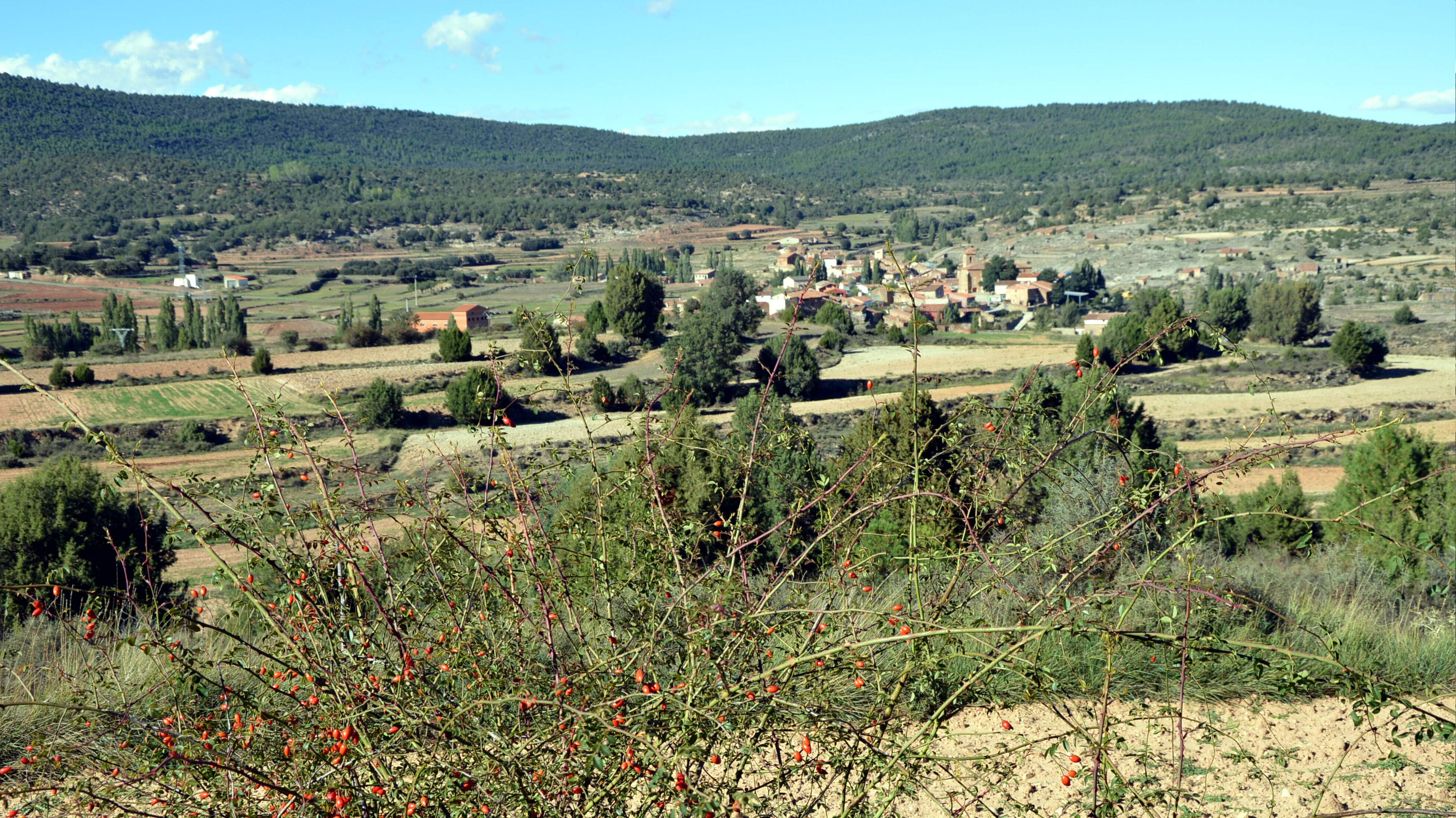
Vista general (meridional) de Alobras (Teruel), desde la carretera de Veguillas de la Sierra, año 2015.

## Familia
Nacido en Alobras, villa del condado de Fuentes, que en lo eclesiástico dependía de la villa de Tormón, «que poseía castillo fuerte y pertenecía también a dicho condado».
Según cierto documento del Archivo Histórico Nacional (Madrid) –Información de la Genealogía y limpieza de sangre de Juan Valero Díaz, secretario del Conde de Lemos, natural de Alhobras, Reyno de Aragón, Obispado de Albarracín (1618)-, Juan Valero Díaz fue hijo de Francisco Valero, notario, natural y vecino de Alobras, y de María Valero, natural del lugar de Jabaloyas.
Respecto a los abuelos paternos, fueron Juan Valero, natural de la villa de Alobras, obispado de Albarracín y Ana Dich, natural de Garaballa, obispado de Cuenca. Respecto a los abuelos maternos, fueron Juan Valero, natural de Jabaloyas (Teruel) y Beatriz Alpuente, natural de Jabaloyas. Atendiendo a la transmisión tradicional de los apellidos, en rigor hubiera debido llamarse «Valero Valero», pero su nombre completo consta como «Juan Valero Díaz», «para diferenciarse de otro Juan Valero que ay en ella (en la villa de Alobras), con llamarse Díaz que es el apellido de la aguela materna» -refiriéndose a Beatriz Alpuente, cuyo segundo apellido debería ser Díaz-.
Juan Valero Díaz otorgó su último testamento en Madrid, a 18 de enero de 1650, y falleció en la Corte, el 16 de julio de 1653, sin dejar hijos, siendo inhumado en la madrileña «iglesia del Hospital Real de la Corona de Aragón». Por última disposición, "dexó heredero de sus servicios" a la Corona a su sobrino, Pedro Valero Díaz y Asensio de Pradas (ca.1630-1700), según consta en "un memorial" impreso que este "presentó con los servicios de su tío",- a la vez que solicitaba algún servicio para él: con el tiempo llegaría a ser Justicia Mayor de Aragón (1687-1700).

## Hechos y cargos públicos
En el citado registro -Información de la Genealogía y limpieza de sangre... (1618)-, Juan Valero Díaz figura como «secretario del Conde de Lemos», a la sazón Virrey de Nápoles, y Presidente de Italia. Existen varias cartas datadas en Madrid -entre 1631 y 1651-, escritas por personajes distintos dirigidas al «secretario Juan Valero Diaz», en relación con su cargo. En 1640, durante la privanza del conde-duque de Olivares le vemos como «escribano», en tanto «secretario del rey» en cierto importante proceso judicial.-
Asimismo, firma como «Juan Valero Diaz Secretario» en una carta del Rey Felipe IV de España al duque del Infantado, datada en Madrid, a 30 de julio de 1650, y en otra de fecha 30 de agosto de 1650, dirigida al General de los Agustinos -fray Felipe Visconti-: ambas letras figuran en la segunda edición de un libro relativo a la Vida y milagros de Tomás de Villanueva, arzobispo de Valencia (1651-1652).-
Su cargo más ostentoso, sin embargo, fue como secretario del Rey en el Consejo Supremo de la Corona de Aragón, importante organismo en que curiosamente todos sus miembros (con la excepción del tesorero) debían ser naturales de estos reinos, y cuya competencia se extendía a todas las cosas de Estado y Guerra, Justicia y Gobierno, provisiones, merçedes, arzobispados y obispados, abadías, prevendas, benefiçios eclesiásticos, y hábitos de la Orden y Cavallería de Montesa.
Resumidadmente, desempeñó multitud de cargos, y sirvió a Felipe III de España y a Felipe IV de España, a este último por más de cuarenta años. Su sobrino, Pedro Valero Díaz escribió una reseña de sus servicios:

«[…] el dicho señor Secretario siruiò al Rey nuestro señor padre de V.M., que està en el cielo, –se refiere a Felipe III de España- y despues à V.M. -Felipe IV de España-, por tiempo de mas de quarenta y cinco años, en muchos negocios importantes, y materias de papeles, dentro y fuera de España: cerca de la persona del Condestable de Castilla, Gouernador de Milan, y Presidente del Consejo Supremo de Italia: de la del Conde de Lemos, Virrey de Nápoles, y tambien Presidente de Italia: de la del Duque de Cardona, Condestable de Aragon, del Consejo de Estado […] y Presidente del Real de las Ordenes: y despues siendo Secretario de V.M., en diuversas Iuntas de Ministriso, que V.M., instituyò para materias muy universales, y de mucha utilidad, assi para la Real hazienda de […], como para los negocios de Justicia, Gobierno, Estado, y Guerra, y últimamente en el Real Consejo Supremo de Aragon, donde V.M. fue seruido de darle las Secretarias de los Reynos de Cerdeña, y Valencia».
El Licenciado Don Pedro Valero Diaz, Colegial mayor en el de San Saluador de Ouiedo, de la Vniuersidad de Salamanca., Pedro Valero Díaz

## Patrono y fundador de la actual iglesia de Alobras

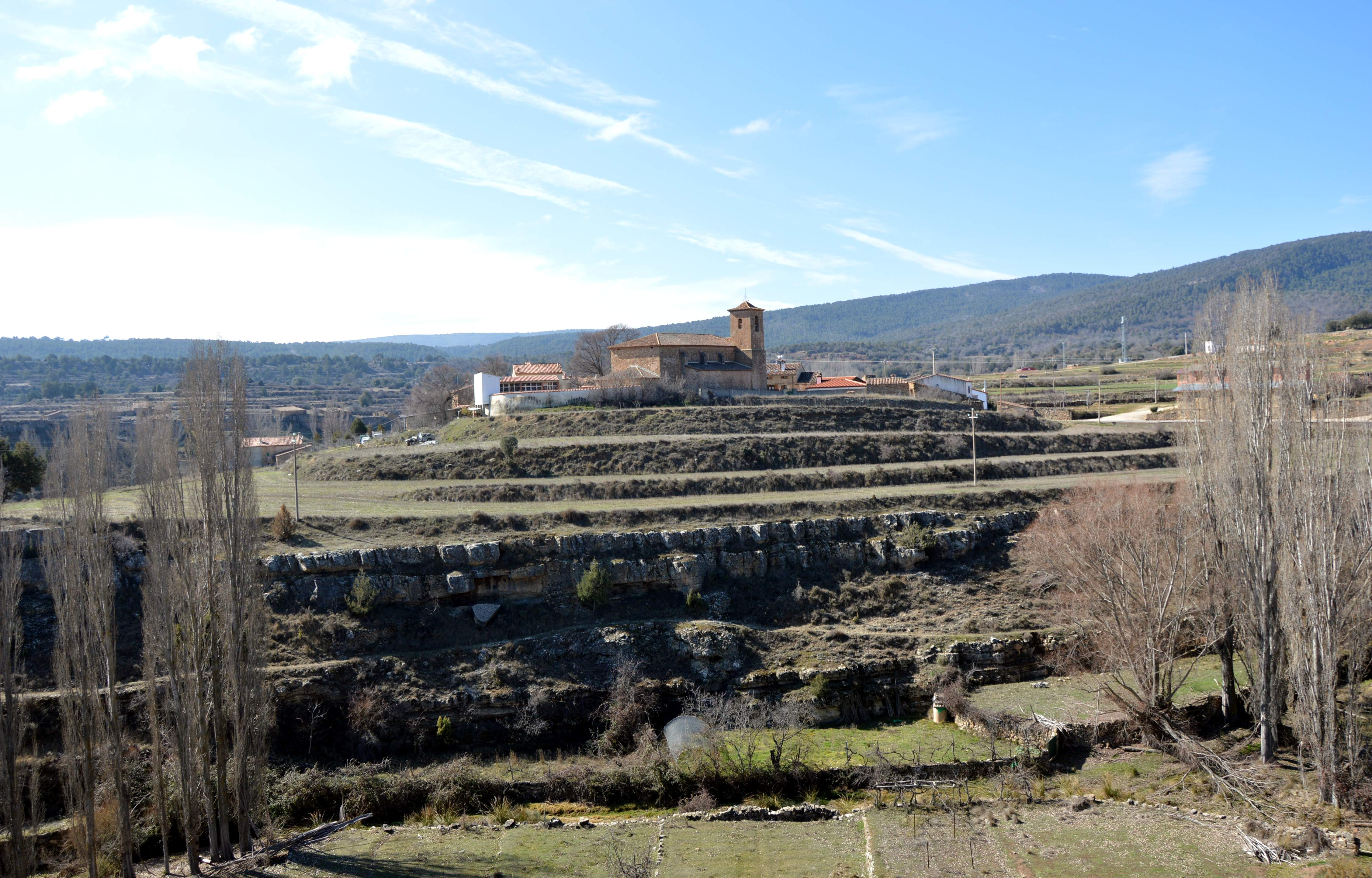
Vista general (septentrional) de la parroquial de Alobras (Teruel), situada sobre un cerrito alomado, con detalle del abancalamiento (2017).

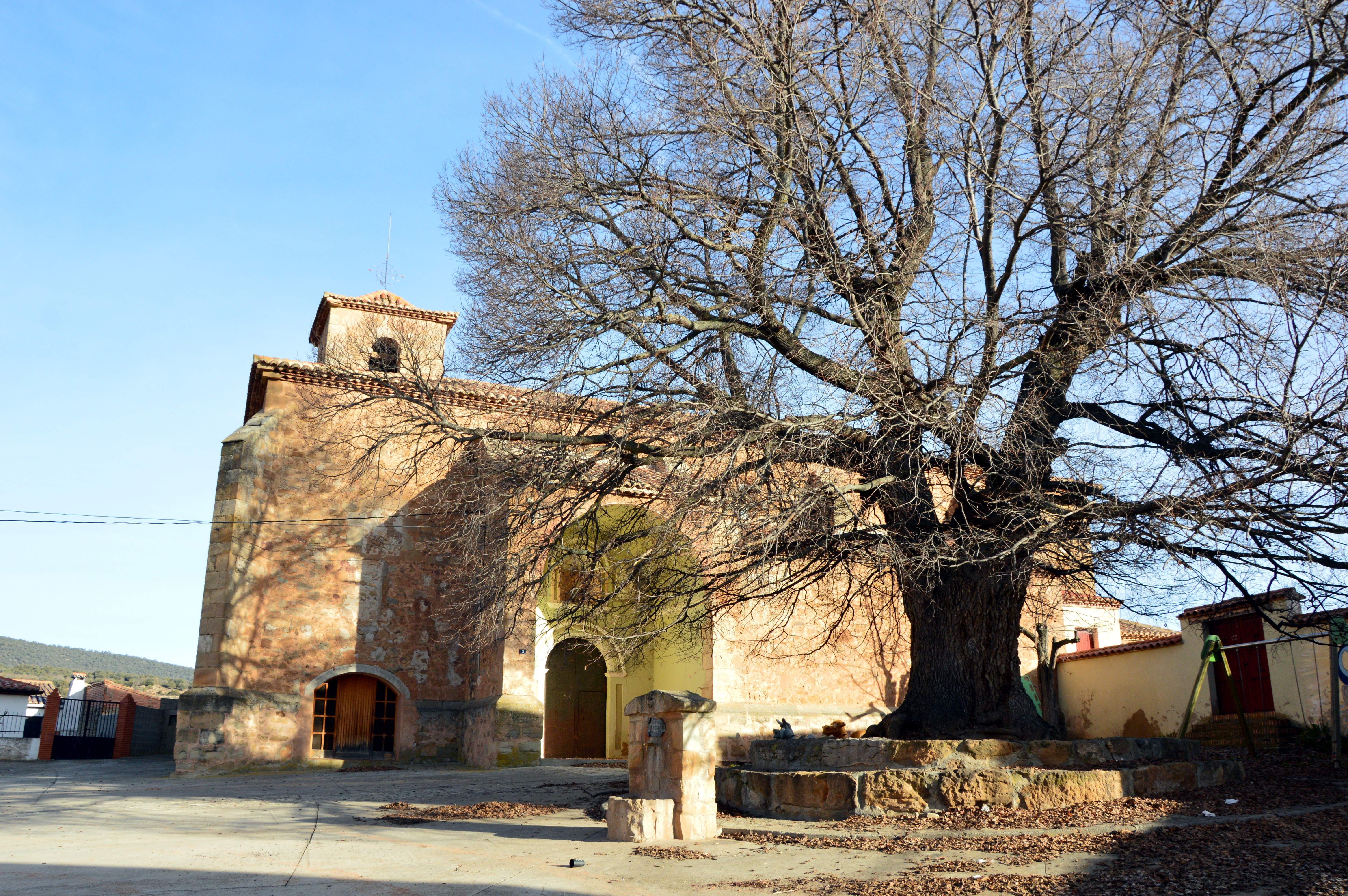
Vista general (meridional) de la Iglesia de San Fabián y San Sebastián (Alobras), Teruel..

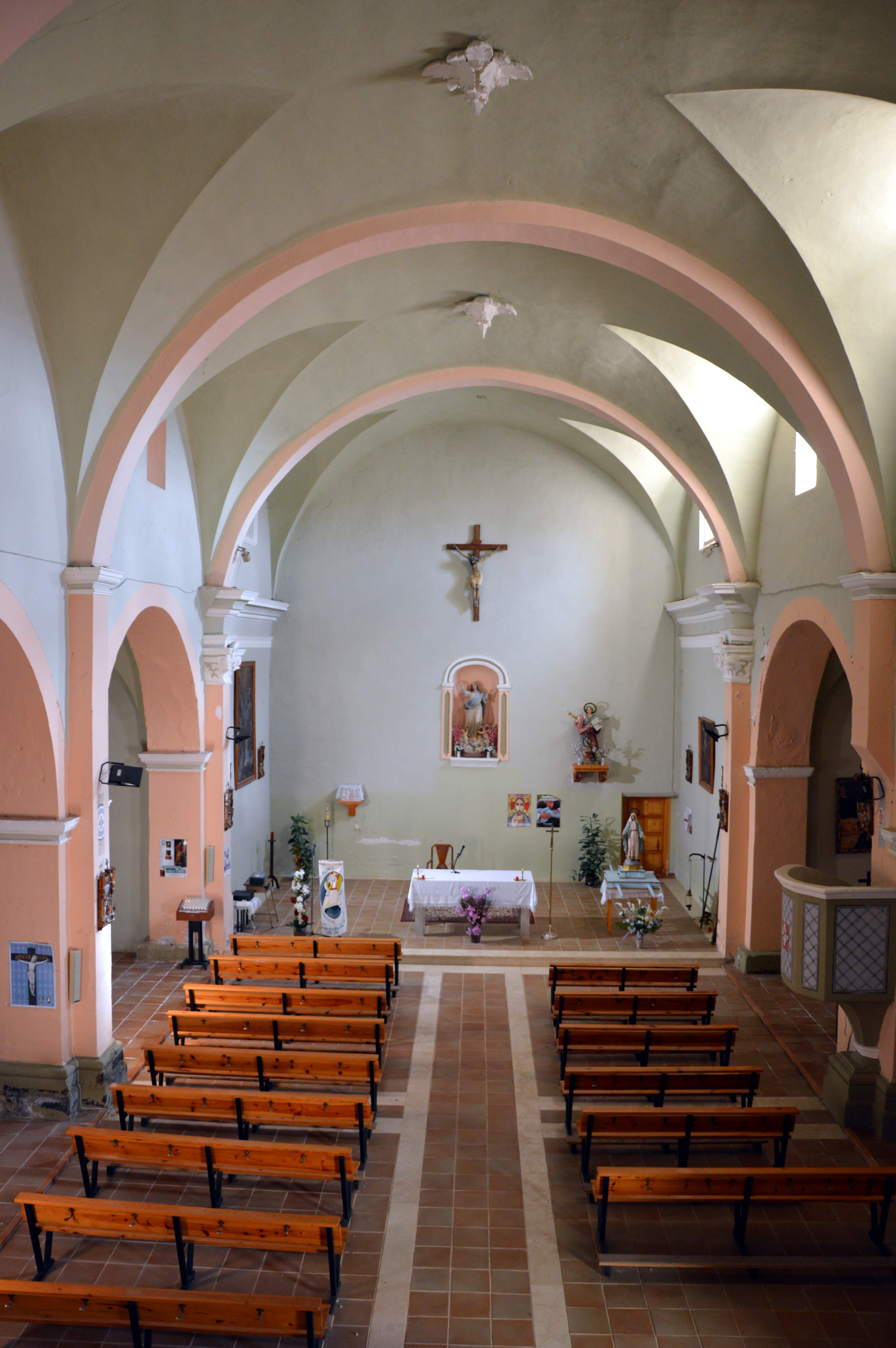
Vista interior de la parroquial de Alobras (Teruel), detalle de la nave y capillas laterales, desde alto coro.

Hay un hecho en su biografía que todavía le recuerda, la Iglesia de San Fabián y San Sebastián (Alobras), construida a sus expensas:

«[...] Alobras había visto nacer en su seno a un ilustre varón, don Juan Valero Díaz que fue Secretario del Rey en el Supremo Consejo de Aragón. Y este caballero, lleno de amor a su pueblo natal, ideó construir a sus expensas una nueva iglesia. Y en efecto, en 1651 don Pedro Valero Díaz, hermano del Secretario del Rey, residente en Terriente, aldea de Albarracín, en nombre de su hermano, en el suyo propio y en el de su hijo, llamado también Pedro Valero Díaz, pactó con el Justicia, jurado mayor, etc., de la villa la construcción de la nueva iglesia, interviniendo en el pacto el obispo de Albarracín, don Martín de Funes, y el deán de su catedral, don Jerónimo Salas de Esplugas».
Las iglesias de la diócesis de Albarracín, César Tomás Laguía

La nueva iglesia de Alobras comenzó a construirse en 1651, y no se concluiría hasta 1655. Durante la construcción falleció Juan Valero Díaz, el patrono fundador. De ahí que en 1655, «a fin de que quedaran salvaguardados los derechos de la familia del fundador» se renovaran las «Capitulaciones de 1651», esto es, los pactos iniciales entre el fundador y sus representantes (su hermano Pedro Valero Díaz y el hijo de este, Pedro Valero Díaz II (ca.1630-1700), notable personaje -jurisconsulto, erudito, historiador y escritor- que acabó siendo Justicia Mayor de Aragón (1687-1700), y las autoridades de la villa de Alobras, «interviniendo en el pacto el obispo de Albarracín, don Martín de Funes Lafiguera, y el deán de su catedral». En el momento de la renovación el patrono fundador y el obispo de Albarracín ya había fallecido: el patrono en julio de 1653 y el prelado en diciembre del mismo año. El documento de la renovación de las «Capitulaciones de 1651» constituye un registro de gran valor historiográfico y sociológico para comprender la mentalidad de la sociedad española de mediados del siglo XVII en los territorios de la Corona de Aragón, evidenciando la gran preocupación de cierta clase social por la salvación de su alma.-